# Gránitmohák
A gránitmohák (Andreaeopsida) a lombosmohák (Bryophyta) törzsének egyik osztálya.

## Megjelenésük
A protonema thalloid, azaz szalagszerű amit már ebben az állapotban egy-két sejtsor széles rhizoidok rögzítenek a sziklafelszínhez, a telep néha karéjos függelékkel rendelkezik.
A gametofiton acrocarp (csúcstermő), nagyon hasonlít a Bryopsida gametofitonokra. Általában kisméretűek, néhány centiméteres tömött gyepet vagy párnát alkotnak (de például az Andreaea nivalis akár 10 centiméteresre is megnőhet), színük sötétvörös, feketés a felhalmozódó színanyagok miatt.
A sporofiton felépítése nagyon különbözik a valódi lombosmoháktól: a spóratartótok nyél (seta) hiányzik, ahelyett úgynevezett pszeudopodium van mint a tőzegmoháknál (Sphagnopsida). A pszeudopodium haploid mint a gametofiton és nem diploid mint a valódi lombosmohák setája. Spóratartótok általában 4 vagy több hosszanti hasítékkal nyílik fel. Perisztomium nincs.

## Rendszertanjuk
Az osztály jelenlegi felosztása Goffinet összefoglaló munkája alapján:
- Rend: Andreales Limpr.
  - Család: Andreaeaceae Dumort. 2 nemzetség, 101 faj

Magyarországon egy fajuk, az Andreaea rupestris él.

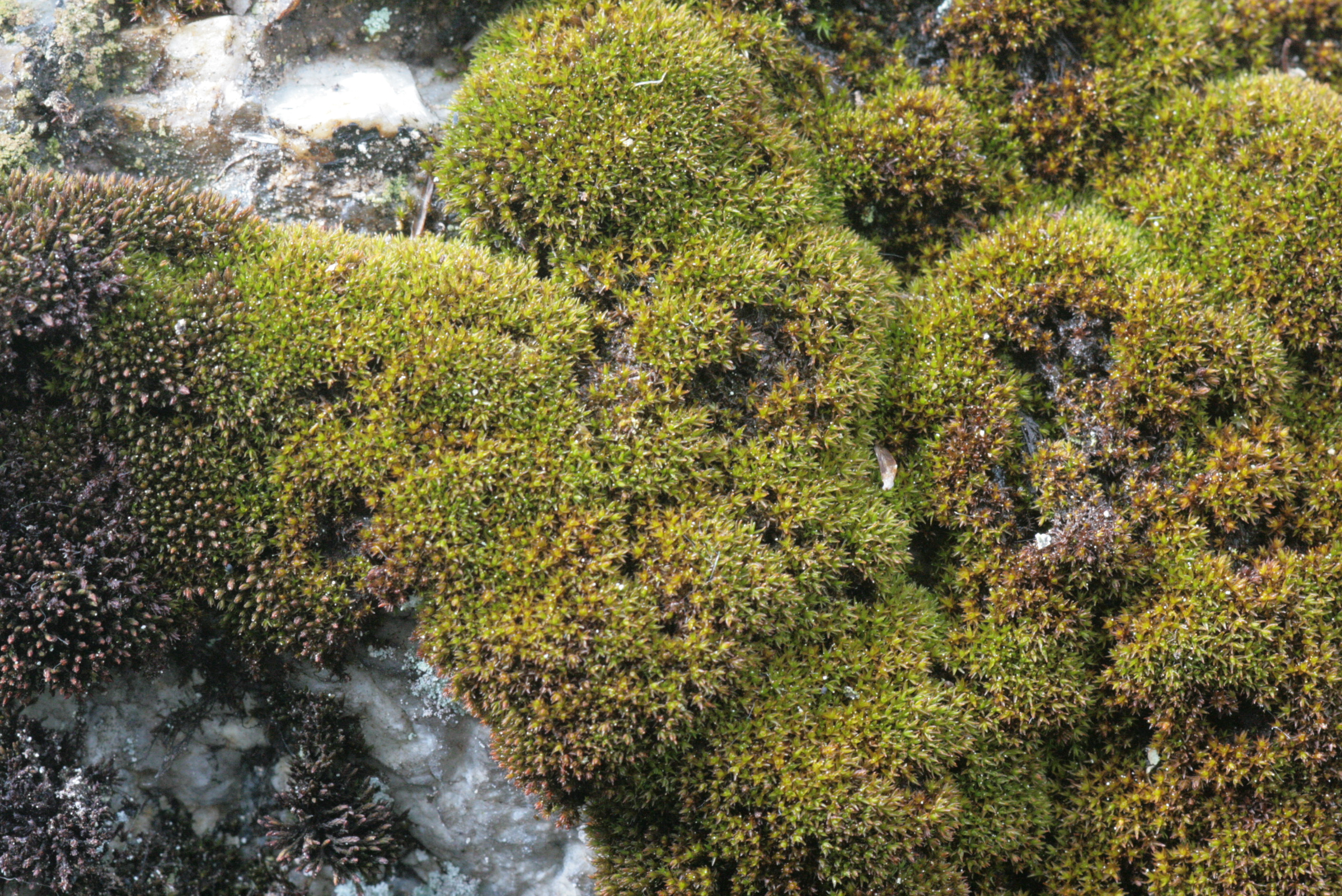
Gránitmoha - Andreaea rupestris

## Fordítás
- Ez a szócikk részben vagy egészben  az   Andreaeopsida című német Wikipédia-szócikk ezen változatának fordításán alapul.  Az eredeti cikk szerkesztőit annak laptörténete sorolja fel. Ez a jelzés csupán a megfogalmazás eredetét és a szerzői jogokat jelzi, nem szolgál a cikkben szereplő információk forrásmegjelöléseként.